# Spieringmeer

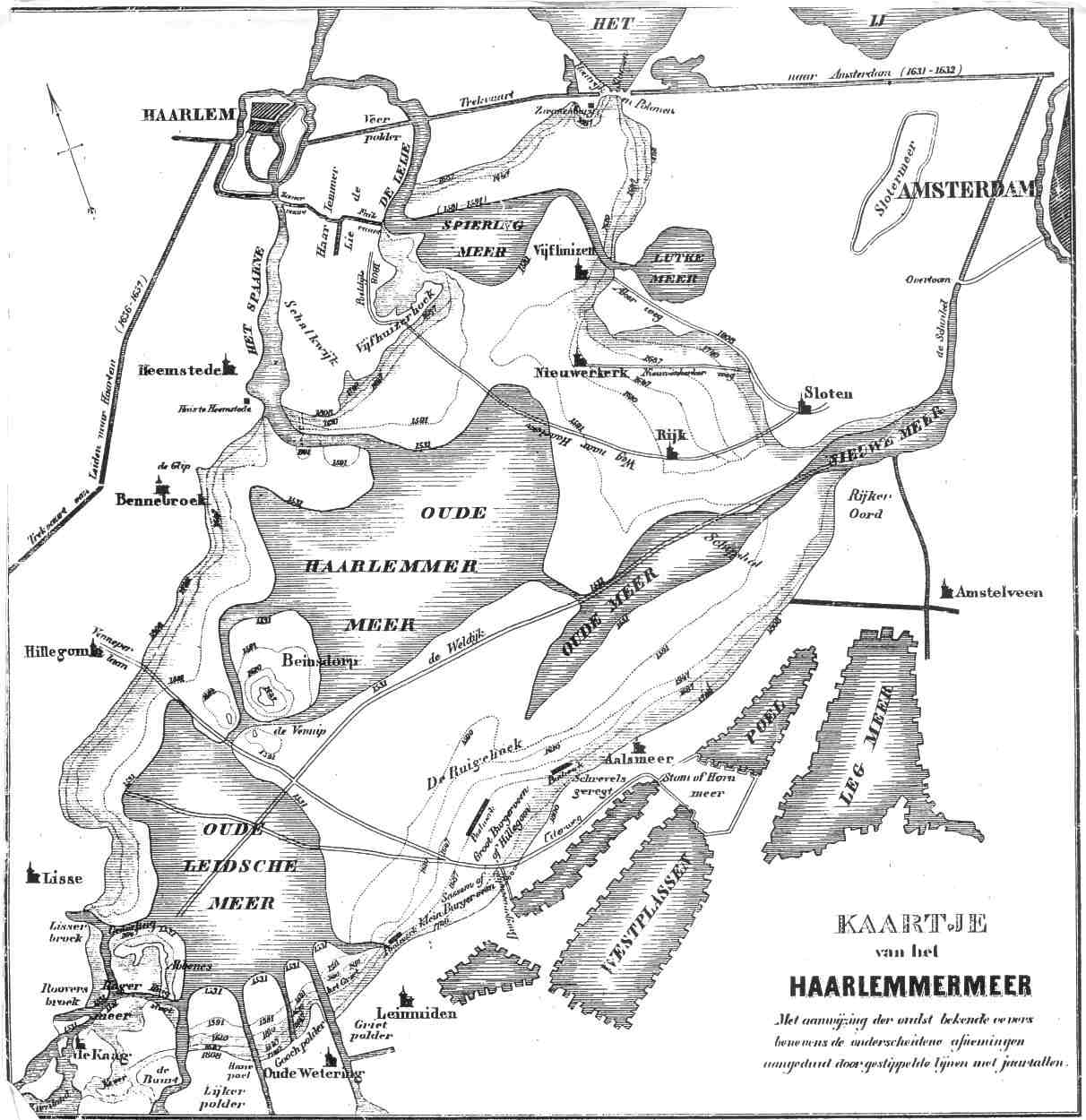
Kaartje van hoe het Haarlemmermeer zich ontwikkelde volgens Melchior Bolstra

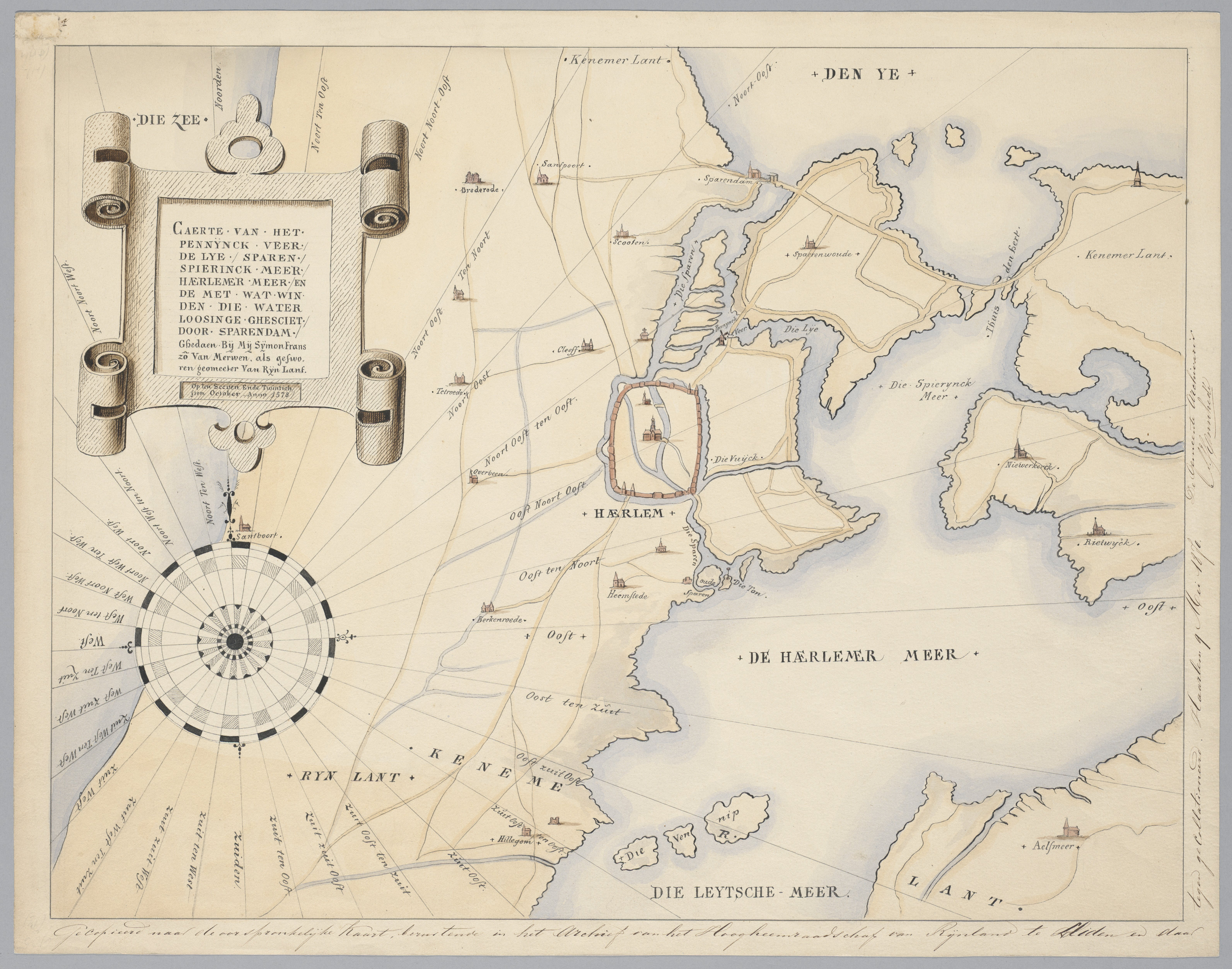
Ligging van de Spieringmeer, (oude) Haarlemmermeer en Leidsemeer, op een kaart van A.J. Enschedé (1870), naar de kaart van Symen Fransz. van der Merwen uit 1578.

Het Spieringmeer (Spierynck Meer) was een veenmeer, gelegen tussen Amsterdam en Haarlem, dat door afslag van de venige oevers in omvang groeide en uiteindelijk opging in het ten zuiden daarvan gelegen Haarlemmermeer, waar het sinds circa 1508 deel van uitmaakte.

## Geschiedenis

### Van drie meren tot één meer
In de middeleeuwen, rond de 13e eeuw, kende het gebied tussen de steden Amsterdam, Haarlem en Leiden ten minste drie veenmeren, te weten: het Spieringmeer in het noorden, het (oude) Haarlemmermeer in het midden en het Leidsemeer in het zuiden. Voor delen van deze meren bestonden plaatselijk ook namen als Hellemeer en Oude Meer, maar dat waren delen van de voornoemde meren. Door vervening (met name door Haarlemmers) ten behoeve van de brandstofvoorziening van de groeiende steden en hun bedrijvigheid en als gevolg van golfafslag door slechte of ontbrekende bedijking verdween in de loop der jaren vooral aan de noordelijke en oostelijke oevers steeds meer veenland.
De landengte tussen het Oude Haarlemmermeer en het Spieringmeer werd steeds verder aangetast. Dit wordt treffend geïllustreerd door de ondergang van het ambacht en de parochie Nieuwerkerk, ten zuidoosten van Haarlem. Eerst verdwenen de woonkernen Boesingheliede en Haarlemmerwoude.
In 1457 werd de weg langs het Oude Haarlemmermeer verlegd omdat hij op veel plaatsen afgeslagen was. Tien jaar later moest de kerk van Nieuwerkerk naar het noorden verplaatst worden en werden de parochiegrenzen gewijzigd. De inwoners van Vijfhuizen en Noord-Schalkwijk in het westen van de parochie Nieuwerkerk gingen voortaan in Haarlem naar de kerk omdat de weg naar Nieuwerkerk bij slecht weer te gevaarlijk was. In 1502 stonden nog twee huizen in Nieuwerkerk.
In 1508 werden de laatste restanten van de landbrug die het Oude Haarlemmermeer en het Spieringmeer van elkaar scheidden weggespoeld. Hierbij ging tevens de belangrijkste verbinding over land tussen Haarlem en Amsterdam via Sloten verloren, waarna nog slechts de route via de Spaarndammerdijk overbleef.
Er was nu een meer ontstaan van Polanen (Halfweg) tot De Kaag. De oude namen van de afzonderlijke meren bleven nog lang in gebruik voor de verschillende delen van het meer, maar daarnaast kwam in de 16e eeuw de naam 'Grote Haarlemmermeer' in zwang. Dit was het grootste meer van Holland, met een oppervlakte van bijna 17 duizend hectare. Vanwege het woeste en landvretende karakter van het meer kreeg het de bijnaam de "Waterwolf". In 1852 werd de Haarlemmermeer drooggemaakt.